# Odontomyia collarti
Odontomyia collarti är en tvåvingeart som först beskrevs av Lindner 1938.  Odontomyia collarti ingår i släktet Odontomyia och familjen vapenflugor. Inga underarter finns listade i Catalogue of Life.